# Caso Riggs

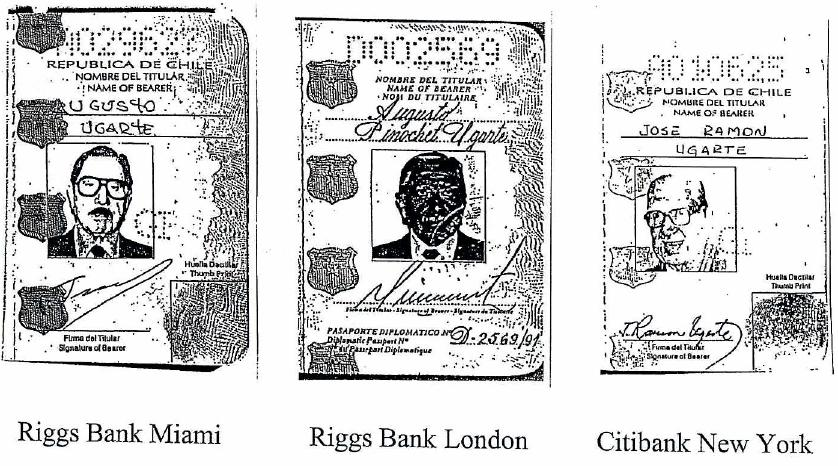
Passaportes falsos de Augusto Pinochet usados para abrir contas bancárias secretas no exterior

O caso Riggs refere-se ao processo judicial movido contra o ditador chileno Augusto Pinochet e outras pessoas sob a acusação de desvio de fundos públicos, devido à descoberta de contas bancárias secretas que o primeiro mantinha no Riggs Bank dos Estados Unidos.
Durante a investigação foi determinado que Pinochet mantinha numerosas contas bancárias, sob diferentes identidades, nas quais guardava mais de 21 milhões de dólares, pelos quais alguns generais e coronéis que estavam sob seu comando foram processados.
Em 2014, foi emitida uma sentença de primeira instância contra seis colaboradores de Pinochet pelo desvio de 6,4 milhões de dólares. Em 2017, o Tribunal de Apelações de Santiago revogou a decisão, uma vez que o tribunal estabeleceu a prescrição dos fatos. No entanto, em 2018, a Suprema Corte finalmente condenou três dos ex-militares e ordenou o confisco de bens da família Pinochet avaliados em mais de 1,6 milhão de dólares.